# Maschinenfabrik Bernard Krone
Maschinenfabrik Bernard Krone GmbH je německá firma specializující se na výrobu sklizňových zemědělských strojů. Je součástí holdingu Bernard Krone Holding.
Výrobní sortiment zahrnuje zejména:
- diskové žací stroje pracovního záběru od 2,0 m až do 9,1 m,
- obraceče široké 5,5 m – 10,5 m,
- rotorové shrnovače o záběru 3,5 m – 13 m,
- sběrací senážní vozy o objemu 25 m³ – 50 m³,
- svinovací lisy na kulaté balíky plodin,
- velkoobjemové lisy na hranaté balíky.
- samojízdné sklizňové stroje.

Kromě zemědělské techniky je firma Krone výrobcem plachtových, kontejnerových a mrazírenských návěsů.